# 43 Batalion Celny
43 Batalion Celny – jednostka organizacyjna formacji granicznych II Rzeczypospolitej.

## Formowanie i zmiany organizacyjne
Na podstawie rozkazu Ministra Spraw Wojskowych L.11069/Mob. z dnia 13 sierpnia 1921 w miejsce batalionów etapowych i wartowniczych utworzone zostały bataliony celne. 43 batalion celny powstał w granicach odpowiedzialności dowództwa 2 Armii, a zorganizowano go na bazie 2 Armii z posiadanych w jej dyspozycji batalionów etapowych. Etat batalionu wynosił 14 oficerów i 600 szeregowych. Podlegał Ministerstwu Spraw Wewnętrznych.
Pod koniec sierpnia 1921  na linii odcinka kordonowego „Grodno” rozpoczęto przygotowania do reorganizacji jednostek kordonowych.  Bataliony I Poznański batalion etapowy i III Poznański batalion etapowy zostały połączone w jeden, który został następnie przeformowany w 43 batalion celny. W ostatnich dniach sierpnia do Suwałk został także dyslokowany IV Poznański batalion etapowy. 7 września został on rozwiązany, a żołnierzy wcielono do formującego się 43 batalionu celnego. Tworzący się batalion celny przejął ochronę dotychczasowego pododcinka kordonowego nr 5 „Suwałki”. Na odcinku Nieszki-Wilkowo granicę czasowo obsadziła 1 kompania IV Poznańskiego batalionu etapowego. 1 września kompania została przejęta przez 43 batalion celny. Również żołnierze  3 kompanii I Poznańskiego batalionu etapowego, ochraniający do tej pory placówki w Rakówku i Leszkiemiach, zostali przeniesieni do batalionu celnego. Natomiast żołnierze z 2. i 3. kompanii I Poznańskiego batalionu etapowego zostali zluzowani przez 42 batalion celny. Ostatecznie, 11 września, również żołnierze I Poznańskiego batalionu etapowego zostali włączeni w skład 43 batalionu celnego. Miejscem postoju dowództwa nowo sformowanego batalionu były Suwałki. Po zakończeniu formowania batalion przejął ochronę nowo utworzonego pododcinka kordonowego nr 3 od wsi Leszkiemie do wsi Wilkowo, na zachód od Augustowa.
Mimo że batalion był w całym tego słowa znaczeniu oddziałem wojskowym, nie wchodził on w skład pokojowego etatu armii. Uniemożliwiało to uzupełnianie z normalnego poboru rekruta. Ministerstwo Spraw Wojskowych zarówno przy ich formowaniu, jak i uzupełnianiu przydzielało mu często żołnierzy podlegających zwolnieniu, oficerów rezerwy oraz szeregowców i oficerów zakwalifikowanych przez dowództwa okręgów generalnych jako nie nadających się do dalszej służby wojskowej.
Wykonując postanowienia uchwały Rady Ministrów z 23 maja 1922, Minister Spraw Wewnętrznych rozkazem z 9 listopada 1922 zmienił nazwę „Baony Celne” na „Straż Graniczna”. Wprowadził jednocześnie w formacji nową organizację wewnętrzną. 43 batalion celny przemianowany został na 43 batalion Straży Granicznej.

## Służba celna
Odcinek batalionowy podzielony był na cztery pododcinki, które obsadzały kompanie wystawiające posterunki i patrole. Posterunki wystawiano wzdłuż linii granicznej w taki sposób, by mogły się nawzajem widzieć w dzień. W tym zakresie batalion współpracował z posterunkami i patrolami Policji Państwowej. Współpraca polegała na tym, że te pierwsze wystawiały wzdłuż linii granicznej stale posterunki i patrole, natomiast policja tworzyła je w głębi strefy, poza linią graniczną. W zakresie ochrony granicy batalion podlegał staroście.
Sąsiednie bataliony:
- 42 batalion celny ⇔ Straż Celna ⇔ 1 batalion celny − XII 1921[10]

## Kadra batalionu
Dowódcy batalionu
| stopień    | imię i nazwisko  | okres pełnienia służby | kolejne stanowisko |
| ---------- | ---------------- | ---------------------- | ------------------ |
| ppłk       | Stefan Taborski  | IX 1921-               |                    |
| mjr piech. | Gustaw Haniawetz |                        |                    |
| kapitan    | Józef Kowalik    | IX 1922                |                    |

## Struktura organizacyjna
| OdeB 43 batalionu celnego w Nowych Święcianach na dzień 30 września 1922 | OdeB 43 batalionu celnego w Nowych Święcianach na dzień 30 września 1922 | OdeB 43 batalionu celnego w Nowych Święcianach na dzień 30 września 1922 | OdeB 43 batalionu celnego w Nowych Święcianach na dzień 30 września 1922 | OdeB 43 batalionu celnego w Nowych Święcianach na dzień 30 września 1922 |
| ------------------------------------------------------------------------ | ------------------------------------------------------------------------ | ------------------------------------------------------------------------ | ------------------------------------------------------------------------ | ------------------------------------------------------------------------ |
| kompania                                                                 | 1. Ignalino                                                              | 2. Kołtyniany                                                            | 3. Małdziuny                                                             | kompania szkolna Nowe Święciany                                          |
| dowódcy                                                                  | por. Józef Mądry                                                         | por. Jan Herbirt Heybowicz                                               | por. Mieczysław Żukowski                                                 | kpt. Czesław Myśliński                                                   |